# Happī Awā
Happī Awā (ハッピーアワー) es una película dramática japonesa de 2015 dirigida por Ryūsuke Hamaguchi.

## Sinopsis
La película sigue la vida y los amores de cuatro mujeres de clase media en la treintena que son amigas y viven en Kobe. Cuando uno revela que está en proceso de divorcio, los demás comienzan a repensar sus relaciones.

## Reparto
- Sachie Tanaka, como Akari
- Hazuki Kikuchi, como Sakurako
- Maiko Mihara, como Fumi
- Rira Kawamura, como Jun

## Producción
La película se desarrolló por primera vez mientras Hamaguchi era un artista residente en KIITO Design and Creative Center Kobe en 2013. Surgió de un taller de actuación de improvisación que realizó para no profesionales, y muchos de los artistas de la película participaron en el taller.

## Lanzamiento
La película tuvo su estreno mundial en el 68.ª Festival Internacional de Cine de Locarno el 14 de agosto de 2015. Fue estrenado en Japón el 12 de diciembre de 2015.

## Recepción
En el sitio web del agregador de reseñas Rotten Tomatoes, la película tiene un índice de aprobación del 100% basado en 14 reseñas, con un promedio ponderado de 8.5/10. En Metacritic, la película tiene una puntuación media ponderada de 87 sobre 100, basada en 4 críticos, lo que indica "aclamación universal".
Las cuatro actrices principales compartieron el premio a la mejor actriz y la película obtuvo una mención especial por su guion en el Festival Internacional de Cine de Locarno de 2015. La película fue votada como la tercera mejor película japonesa de 2015 en la encuesta de críticos de Kinema Junpo. Tras su lanzamiento en los Estados Unidos, Richard Brody de The New Yorker escribió que "Hamaguchi es un genio en la construcción de escenas, convirtiendo la feroz poesía de los diálogos dolorosamente reveladores y beligerantes en un drama poderoso sostenido por una arquitectura visual aparentemente espontánea pero analíticamente precisa". Seleccionó la película como una de las 10 mejores de 2016, y posteriormente como la mejor película japonesa del siglo XXI. Vadim Rizov también sostuvo la última opinión y dijo: "El lema es que es un drama sobre cinco mujeres japonesas que trazan su amistad, usando la duración para desarrollar la profundidad del personaje, y eso es absolutamente cierto, pero hay mucho más". Dan Sullivan en Film Comment declaró: "Impulsado por cuatro actuaciones cautivadoras de sus actrices poco conocidas, Happy Hour es una confección fascinante e imponente de contradicciones". Ben Konigsberg en The New York Times escribió que "si 'Happy Hour' no cumple todo lo que promete, puede ser solo porque promete bastante".
La película se colocó en el número 85 en The A.V. Club lista de las "100 mejores películas de la década de 2010" de Club, número 27 en la lista de las "100 mejores películas de la década de 2010" de Slant Magazine y número 94 en la lista de las "100 mejores películas de la década" de IndieWire.